# کوئنتین مرلین
کوئنتین مرلین (زاده ۱۶ مه ۲۰۰۲) یک بازیکن فوتبال اهل فرانسه است.در پست مدافع چپ برای باشگاه فوتبال المپیک مارسی بازی می‌کند.

## اوایل زندگی
مرلین که در نانت به دنیا آمد، در سن ماری سور مرلین در خانواده‌ای با اصالت مریکورتوآ بزرگ شد. از نظر فوتبالی، او در ایالت بریتانی، بین شهرهای نانت و پورنیک پرورش یافت.

## فوتبال حرفه‌ای
این ستاره فرانسوی در ژانویه ۲۰۲۴، پس از درخشش در نانت، در انتقالی به ارزش ۱۲ میلیون یورو به باشگاه فوتبال المپیک مارسی پیوست.